# Гробница народних хероја у Љубљани
Гробница народних хероја у Љубљани (сло: Gróbnica národnih herójev v Ljubljani) изграђена је 1949. године и налази се у парку испред Народног музеја Словеније.
Гробница се налази под земљом, а над њом је споменик у обликику саркофага. Аутори гробнице и саркофага су архитекта Едо Михевц и вајар Борис Калин.
Године 1983, гробница је проглашена културним спомеником Словеније.
На источној и западној страни саркофага налазе се бронзани рељефи с мотивима из Народноослободилачке борбе. На горњем рубу саркофага исписани су стихови Отона Жупанчича:
.

.
"Свима нам је додељена једна отаџбина, и један живот и једна смрт.
"Предани слободи, спремни смо за борбу, и шта је живот и шта је смрт?

"Будућност је вера, онај ко умире за њу, уздиже се у живот када пада у смрт."

## Списак сахрањених у гробници
У гробници су сахрањени народни хероји:
- записани на северној страни споменика
  - Антон Тоне Томшич (1910-1942), организациони секретар ЦК КП Словеније
  - Славко Шландер (1909-1941), секретар ПК КПС за Штајерску
  - Милош Зиданшек (1909-1942), члан ГШ НОВ и ПО Словеније
  - Франц Розман Стане (1911-1944), генерал-лајтант НОВЈ, командант ГШ НОВ и ПОС
  - Иван Кавчич (1913-1943), заменик политичког комесара ГШ НОВ и ПОС

- записани на предњој страни споменика
  - Миха Маринко (1900-1983), друштвено-политички радник
  - Стане Семич Даки (1915-1985), друштвено-политички радник

- записан на задњој страни споменика
  - Едвард Кардељ (1910-1979), друштвено-политички радник

- записани на јужној страни споменика
  - Милован Шарановић (1913-1943), пуковник НОВЈ, начелник ГШ НОВ и ПОС
  - Предраг Јевтић (1913-1943), командант Петнаесте дивизије НОВЈ
  - Љубомир Љубо Шерцер (1915-1941), командир Мокрешке партизанске чете
  - Јанко Премрл Војко (1920-1943), командант Прве приморске бригаде „Андреј Лахнар“
  - Мајда Шилц (1923-1944), секретарица СКОЈ-а у партизанској бригади
  - Борис Кидрич (1912-1953), друштвено-политички радник
  - Душан Кведер (1915-1966), друштвено-политички радник
  - Винко Симончич (1914-1944), командант Четрнаесте дивизије НОВЈ